# Ekathotsarot
Kung Ekathotsarot (Thai: สมเด็จพระเอกาทศรถ) var kung i Ayutthaya från 1605 fram till sin död 1610. Han är även känd som Sanpet III eller den vite prinsen. Namnet den vite prinsen hade han fått då han hade en bror, Naresuan, som var mörkare i skinnet och som då logiskt nog kallades den svarta prinsen. 
Han var född i Phitsanulok någon gång efter 1556 och var son till kung Maha Thammaracha och drottning Visutkasattri. 
Han efterträdde sin bror, Naresuan, som kung och under Naresuans regeringstid var Ekhathotsarot uparaja (vicekung), men hans befogenheter var lika med kungens. 
Efter Naresuans död 1605 lyckades han erövra tronen och regerade i 5 år. Under hans regeringstid nådde en siamesisk delegation den nederländska staden Haag år 1608 för att fördjupa samarbetet med Nederländerna.